# 6857 Castelli
A 6857 Castelli (ideiglenes jelöléssel (6857) 1990 QQ) a Naprendszer kisbolygóövében található aszteroida. Eleanor F. Helin fedezte fel 1990. augusztus 19-én.